# Militärinvaliden-Abzeichen
Das Militärinvaliden-Abzeichen (hu. Hadirokkant jelvény) wurde 1931 durch den ungarischen Reichsverweser und Staatsoberhaupt Miklós Horthy für im Dienst verwundete Soldaten gestiftet. Es diente dabei, ähnlich dem  deutschen Verwundetenabzeichen, der Kenntlichmachung von ungarischen Soldaten, die während des Ersten Weltkriegs so schwer verwundet worden waren, dass sie den Status eines Invaliden erfüllten.

## Aussehen
Die in Kupfer gehaltene Auszeichnung ist eine runde Platte, die von einem dichten Lorbeerkranz umschlossen und von der Stephanskrone überhöht ist. Mittig die erhabenen Lettern H R Háború Rokkantság (Kriegsinvalide).

## Trageweise
Getragen wurde die Auszeichnung als Steckabzeichen auf der linken Brustseite.